# Heartbreak Hotel
«Heartbreak Hotel» (с англ. — «Отель разбитых сердец») — песня американского певца Элвиса Пресли, его 6-й сингл (первый на лейбле RCA). Именно эта песня принесла Пресли национальную славу в 1956 году. Певец часто включал её в программу своих концертов.

## Композиция
Композиция представляет собой пример простой формы стиха, основанной на восьмитактовой блюзовой прогрессии. Песня была написана Томасом Дерденом и Мэй Борен Экстон, учительницей средней школы Dupont Jr.-Sr. High School в Джэксонвилле, штат Флорида, матерью певца Хойта Экстона.
Текст песни «Heartbreak Hotel» рассказывает о конце романтической связи, используя метафору о гостинице как эмоциональном состоянии. В 1955 году ежедневная газета The Miami Herald опубликовала статью об одном самоубийстве. Неизвестный человек, уничтоживший удостоверение личности, оставил предсмертную записку со словами: «I walk a lonely street», что дало идею песне.

## Запись и раннее исполнение
Известно, что Пресли дал обещание Мэй Борен Экстон ещё осенью 1955 года, что запишет «Heartbreak Hotel». Она стала первой песней, записанной Пресли на RCA Records. Песня была записана 10 января 1956 года в нашвиллской студии в сопровождении Билла Блэка (бас), Скотти Мура (гитара), Ди-Джея Фонтаны (барабаны) и Флойда Крамера (фортепиано). Сингл вышел 27 января 1956 года с «I Was the One» на обратной стороне.
Дебют песни состоялся 11 февраля 1956 года, когда Пресли исполнил её телепередаче канала Си-би-эс (Шоу Томми и Джимми Дорси). Кроме того, певец также исполнял «Heartbreak Hotel» на той же передаче 1 и 24 марта, а также во время его третьего (и последнего) появления на «Шоу Эда Салливана» 6 января 1957 года. Число зрителей в момент трансляции превысило 60 млн человек. В 1968 году Пресли исполнил её на телеконцерте «Elvis», включив в рок-н-ролльное попурри вместе «Hound Dog» и «All Shook Up».
Учитывая интенсивное использование реверберации при записи песни, она была подвергнута памфлету со стороны радиоюмориста Стэна Фреберга в его пародии на песню, где ведущий неоднократно повторяет «больше эхо к [его] голосу» (англ. more echo on [his] voice).

## Позиции в хит-парадах

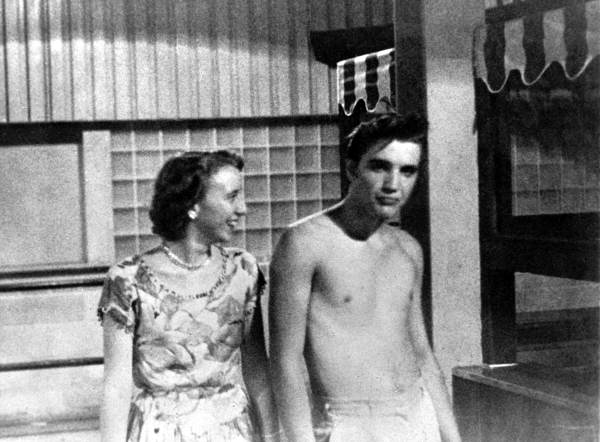
Пресли разделся до пояса после побега от бунта фанатов во время концертов в Джексонвилле, штат Флорида, 12-13 мая

«Heartbreak Hotel» занимал позицию № 1 в течение 8 недель в хит-параде «Billboard Pop Singles Chart». Кроме того, песня занимала 1-е место на протяжении 17 недель в хит-параде «Billboard Country Chart» и 3-е место в «Billboard Rhythm & Blues Chart».
В 2006 году, спустя более чем 50 лет после выпуска хита, «Heartbreak Hotel» вновь достиг 1-го места в хит-параде «Billboard Hot Singles Sales Chart».
Песня занимает #45 в списке «500 величайших песен всех времён» по версии журнала Rolling Stone 2004 года, а также включена «Зал славы Грэмми».

## Наследие песни
В настоящее время, существует настоящий отель, названный в честь знаменитой песни — Отель Элвиса Пресли в Мемфисе (англ. Elvis Presley’s Heartbreak Hotel Memphis). Отель расположен по адресу: 3677 Elvis Presley Boulevard Memphis, Мемфис (Теннесси).
Фильм под названием «Отель разбитых сердец» режиссёра Криса Коламбуса, основанный на мифическом инциденте о похищении Элвиса Пресли, был выпущен в 1988 году.

## Кавер-версии
Существуют множество кавер-версий песни, включая версию музыканта-авангардиста Джон Кейла, настроение в песне которого было значительно мрачнее в отличие от оригинальной версии песни Элвиса. Эта версия была впервые исполнена на его концерте 1 июня 1974 года с участием Кевина Айерса, Брайана Ино, и Нико.
Австралийский гитарист Томми Эмманюэль сделал запись песни, используя вокал и гитару.
Дред Зеппелин, исполнитель регги и артист-имитатор Элвиса Пресли, сделал попурри песен «Heartbreak Hotel» и песни группы Led Zeppelin — Heartbreaker, дав ей название — «Сердцеед (В конце одинокой улицы)». Эта запись вошла в дебютный альбом Дреда Зеппелина — Un-Led-Ed и De-jah Voodoo.
Три другие версии песни, также названные «Heartbreak Hotel» были выпущены синглом. Запись песни сделала группа The Jackson 5 (позднее переименованная — This Place Hotel), вторая версия — певицы Уитни Хьюстон. Третью версию песни «Heartbreak Hotel» исполнила немецкая поп-певица C. C. Catch. Ни одна из этих песен не связана с оригинальной версией песни Элвиса Пресли.
Пол Маккартни записал «Heartbreak Hotel» при участии баса Билла Блека на студии Abbey Road Studios.
Мерль Хаггард включил собственную версию песни «Heartbreak Hotel» в альбом 1977 года — «Моё Прощание с Элвисом» (англ. My Farewell To Elvis).
Американская хард-рок-группа «Van Halen» исполнила песню на музыкальном турне 1983 года — Diver Down World Tour. «Van Halen» также исполнили песню на одном из своих живых концертов в 1970-х годах.
Джими Хендрикс включил песню в попурри с другими песнями Элвиса Пресли — Blue Suede Shoes и Trouble.
Брюс Спрингстин исполнил песню на одном из своих живых концертов.
Легендарный гитарист Чет Аткинс записал кавер-версию песни.
Джордж Харрисон из группы The Beatles вспомнил в интервью о том, что «Heartbreak Hotel» стала первой рок-н-ролл песней, которую он когда-либо слышал.
«Heartbreak Hotel» был также фаворитом Джима Моррисона из группы The Doors. The Doors исполнили «Heartbreak Hotel» её 1970 году в Детройте вместе с Джимом и Рэем Манзареком.
Led Zeppelin исполнили «Heartbreak Hotel» в ходе своего музыкального турне 1972 года. Запись до сих пор считается неизданной официально.
Запись песни «Heartbreak Hotel» в исполнении Вилли Нельсона и Леона Рассела достигла позиции #1 в 1979 году в музыкальных чартах кантри.
Кейт Ричардс из группы The Rolling Stones говорил о песне: «Когда я впервые услышал „Heartbreak Hotel“, я уже знал, чем хочу заниматься в жизни».
Группа Sha Na Na сделали запись песни «Heartbreak Hotel».
Фэтс Домино записал собственную версию песни «Heartbreak Hotel».
Инструментальные версии «Heartbreak Hotel» был записан в начале рок-группой Tommy & The Tom Toms в 1960 году. Проект был продюсирован Майором Биллом Смитом (псевдоним — Билл Смит Комбо) и выпущена под лейблом Chess Records (# 1773).
Легендарная рок-группа Lynyrd Skynyrd сделали запись песни.
Легенда кантри — Роджер Миллер сделал кавер-версию песни «Heartbreak Hotel» для своего музыкального альбома 1966 года — «Words».
В 2007 году известный певец Джастин Тимберлейк исполнил «Heartbreak Hotel» на одном из своих концертных выступлений.
Фонзи и Генри Винклер исполнили песню в сериале «Счастливые дни» (англ. Happy Days) в 1970-е годы.
Таня Такер сделала запись песни в 1970-е годы.
Президент США Билл Клинтон представил кавер-версию песни «Heartbreak Hotel», исполнив её на саксофоне в известной американской программе — The Arsenio Hall Show в 1990-е годы во время своей предвыборной кампании.
Том Джонс сделал кавер-версию песни «Heartbreak Hotel». Джонс признался, что творчество Элвиса вдохновило его стать певцом: «Впервые, когда я услышал „Heartbreak Hotel“. Она дала мне надежду на то, что я тоже мог бы стать известным исполнителем. Я знал, что у меня есть голос и способности к пению. После этого, Элвис, и я стали большими друзьями.»
Роджер Макгвин из группы Byrds сделал запись песни «Heartbreak Hotel». Он заявил, что «Heartbreak Hotel» была первой рок-записью, которую он услышал в 1956 году. После прослушивания, он попросил родителей купить ему гитару. Макгвин писал: «Элвис Пресли и его сингл „Heartbreak Hotel“ вдохновили меня до такой степени, что я захотел получить гитару для того, чтобы делать то, что делает он».
Канадская исполнительница Жизель Маккензи исполняет «Heartbreak Hotel» на телевизионному шоу — Your Hit Parade в 1956 году.
Кавер-версии песни также сделали Энн-Маргрет, Frijid Pink, Хомер и Джетро, Конвей Туитти, Делани и Бонни, Кэти Мелуа и Пэт Бун.
В начале 2004 года Стефани Бёртлэнд записала кавер-версию песню.
Группа The Vandals записали кавер-версию песни, полностью изменив текст песни и звучание. Песня вошла в альбом — Peace Thru Vandalism под названием — «H.B. Hotel».
Ещё одна версия песни используется в видеоигре Karaoke Revolution Volume 2.
Известный рестлер Рок исполнил «Heartbreak Hotel» в Мемфисе (месторождение Элвиса Пресли), в ходе его WWE-матч против человечества. Текст его версии песен отличался от оригинального: «Когда Рок-малышка покинула его/Он нашел новое место пребывания/Это в конце Джеброни Драйв/Отель Смекдаун!» Дуэйн также является большим поклонником творчества Элвиса.

## Культурные ссылки
- В 2005 году журнал Uncut назвал первое исполнение Элвисом Пресли песни «Heartbreak Hotel» в 1956 году одним из важных культурных событий эры рок-н-ролла.
- Сербский рок-музыкант, журналист и писатель Дежан Кукич включил песню «Heartbreak Hotel» в список сорока шести песен, изменивших историю популярной музыки в его книге — «45 Революций: Истории О Песнях» (серб. 45 obrtaja: Priče o pesmama).
- «Heartbreak Hotel» — название убежища повстанцев в мюзикле «We Will Rock You».
- Несколько строк из песни вошли в роман канадской писательницы Маргарет Этвуд — «Рассказ служанки».

## Упоминание песни в других песнях
- Сингл Пэтти Лавлесс — «Blue Side of Town» вошёл в альбом певицы — Honky Tonk Angel (1988 год). В т «And it’s Heartbrak Hotel. Yes I know it well. I hang around. The Blue Side of Town».)
- U2 написал песню под названием «A Room At The Heartbreak Hotel» (Комната в отеле разбитых сердец), являющейся B-сторона сингла группы — Angel of Harlem, выпущенного в 1988 году. Кавер-версия песни была также записана Хью Джекманом для мультипликационного фильма 2006 года — «Делай ноги», где голос Николь Кидман смешан с пением группы «Kiss».
- Heartbreak Hotel упоминается в песне Ларри Уильямса — «Short Fat Fannie»: «Однажды, когда я посетил Отель разбитых сердец».
- Heartbreak Hotel упоминается в песне Dire Straits — «Calling Elvis».
- Мерил Стрип исполняет пародию на песню Шела Сильвестенна — «I’m Checking Out of This Heartbreak Hotel» в финальной сцене фильма «Открытки с края бездны» (англ. Postcards from the Edge).
- «Heartbreak Hotel» упоминается в песне Arctic Monkeys — «Piledriver Waltz».
- Упоминается в песне Eruption «One way ticket»
- Одноимённая песня авторства Дитера Болена есть у певицы C. C. Catch в альбоме 1986 года «Welcome to the Heartbreak Hotel»